# Lindóia do Sul
Lindóia do Sul is een gemeente in de Braziliaanse deelstaat Santa Catarina. De gemeente telt 4.662 inwoners (schatting 2009).